# Leonardo Viti
Leonardo Viti detto Canapino II (Acquaviva di Montepulciano (SI), 12 maggio 1942 – Siena, 29 marzo 2007) è stato un fantino italiano.

## La carriera
La fama di Canapino (detto anche Canapino II, in quanto anche il padre Enrico Viti era fantino ed era pure lui soprannominato Canapino) si lega al Palio di Siena, corsa nella quale il fantino senese ha disputato ben 46 carriere, vincendone 3.
Viti esordisce al Palio a soli 18 anni, il 2 luglio 1960. La Chiocciola ha ricevuto in sorte la fortissima Uberta de Mores e affida le proprie chance al giovane fantino. Forse complice l'inesperienza e il deciso ostacolo della rivale Tartuca, Canapino parte attardato: quando riesce a staccarsi dalle retrovie e a lanciare Uberta, la battistrada Selva, con Tristezza su Tanaquilla, è ormai imprendibile.
La prima vittoria giunge tre anni dopo. Il 2 luglio 1963 Canapino corre per la Pantera (che nel precedente Palio è divenuta la nonna) con il grande Topolone (in quella carriera ribattezzato Eucalipto). Il cavallo al tempo aveva mai vinto ma lasciava già presagire la gloriosa strada che lo renderà grande (7 vittorie in tutto). Canapino parte benissimo, preceduto solo dal Montone con Rondone su Beatrice. Le due battistrada procedono in quest'ordine fino al Casato, quando Canapino raggiunge Rondone e, dopo uno scambio di nerbate, prende il comando. La potenza di Topolone è evidentissima e consente alla Pantera di vincere e di "scuffiarsi" alla prima occasione.
Seguono anni poco fortunati per Canapino, che nel 1966 si lega alla Tartuca. Già al primo Palio (la turbolenta carriera dell'Assunta di quell'anno) con Canapino, la contrada di Castelvecchio subisce l'onta della "purga", con la rivale Chiocciola che vince con Canapetta su Beatrice. Nonostante ciò la Tartuca rinnova la fiducia a Canapino, che il 2 luglio 1967 corre di nuovo su Topolone (ribattezzato in quella carriera Ettore). La carriera non parte nel migliore dei modi per la Tartuca, che all'ingresso della Lupa di rincorsa è addirittura rigirata. Nonostante ciò Canapino non demorde e tenta comunque una disperata rimonta. Alla testa della carriera si succedono Aquila e Bruco, finché una caduta generale porta in testa la Lupa e rimette improvvisamente in corsa la Tartuca. Lupa e Aquila guidano la corsa, ma all'inizio del terzo giro vengono sopravanzati da Istrice e Civetta. L'epilogo della gara è incredibile. I fantini di Istrice e Civetta, rispettivamente Tristezza e Bazza, si ostacolano a vicenda e a San Martino non riescono a girare. La Lupa torna in testa, ma lo stremato cavallo Danubio si ferma, facendo cadere il fantino Canapetta. A quel punto Canapino si ritrova incredulo al comando e con lo zucchino calato sugli occhi taglia il terzo bandierino e regala ai tartuchini un Palio che sembrava già perso.
Dopo una grossa delusione il 2 luglio 1968 (quando Canapino, col giubbetto del Montone su Sambrina, sfiora la vittoria ma esce battuto dal duello col quasi omonimo Canapetta, che vince per la Chiocciola), giunge per Canapino la terza vittoria. È il Palio del 2 luglio 1971 e Canapino torna alla Pantera per montare la cavalla Mirabella. La mossa vede la Contrada di Stalloreggi partire fortissima, mentre le favorite Nicchio e Istrice restano attardate. A San Martino la Pantera precede il Drago e proprio l'Istrice e il Nicchio. Canapino e Morino, fantino dragaiolo, tentano ciascuno di ostacolare l'altro: ha la peggio Morino, che cade travolgendo anche Ciancone, al suo ultimo Palio, e Rondone (rispettivamente fantini di Istrice e Nicchio). Nello scontro pure Canapino rischia di cadere, ma perde solo lo zucchino e lancia Mirabella verso la vittoria.
La terza vittoria resterà però anche l'ultima. Clamorosamente nei successivi 15 anni di attività paliesca, Canapino non riuscirà più a vincere a Siena. L'ultimo Palio corso fu lo straordinario del 13 settembre 1986, quando difese i colori della Torre su Bizzarro.

## Presenze al Palio di Siena
Le vittorie sono evidenziate ed indicate in neretto.
| Palio             | Contrada     | Cavallo              | Note   |
| ----------------- | ------------ | -------------------- | ------ |
| 2 luglio 1960     | Chiocciola   | Uberta               |        |
| 16 agosto 1960    | Chiocciola   | Rosella              |        |
| 5 giugno 1961     | Selva        | Briosa               | scosso |
| 2 luglio 1961     | Civetta      | Belinda              | scosso |
| 16 agosto 1961    | Bruco        | Balsamina            |        |
| 2 luglio 1962     | Torre        | Topolone             | scosso |
| 2 luglio 1963     | Pantera      | Topolone             |        |
| 2 luglio 1964     | Chiocciola   | Crezio               |        |
| 16 agosto 1964    | Pantera      | Olimpico             |        |
| 2 luglio 1965     | Valdimontone | Danubio della Crucca |        |
| 16 agosto 1965    | Valdimontone | Topolona             |        |
| 2 luglio 1966     | Pantera      | Archetta II          | scosso |
| 17 agosto 1966    | Tartuca      | Archetta II          |        |
| 2 luglio 1967     | Tartuca      | Topolone             |        |
| 16 agosto 1967    | Tartuca      | Sambrina             |        |
| 24 settembre 1967 | Leocorno     | Sambrina             |        |
| 2 luglio 1968     | Valdimontone | Sambrina             | scosso |
| 16 agosto 1968    | Valdimontone | Danubio della Crucca |        |
| 2 luglio 1969     | Tartuca      | Ringo                | scosso |
| 16 agosto 1969    | Tartuca      | Livietta             |        |
| 21 settembre 1969 | Drago        | Vandala              | scosso |
| 2 luglio 1970     | Leocorno     | Livietta             | scosso |
| 16 agosto 1970    | Lupa         | Gabria               | scosso |
| 2 luglio 1971     | Pantera      | Mirabella            |        |
| 16 agosto 1971    | Torre        | Topolone             |        |
| 2 luglio 1972     | Lupa         | Pelé                 |        |
| 16 agosto 1972    | Tartuca      | Musella              |        |
| 17 settembre 1972 | Bruco        | Panezio              | scosso |
| 2 luglio 1973     | Bruco        | Marco Polo           | scosso |
| 16 agosto 1973    | Bruco        | Musella              |        |
| 2 luglio 1974     | Selva        | Rimini               |        |
| 2 luglio 1975     | Bruco        | Urbano               | scosso |
| 17 agosto 1975    | Valdimontone | Rimini               |        |
| 2 luglio 1976     | Tartuca      | Tobruk               | scosso |
| 18 agosto 1976    | Tartuca      | Quadrivio            | scosso |
| 2 luglio 1977     | Leocorno     | Lamadina             |        |
| 16 agosto 1977    | Pantera      | Teseo II             |        |
| 3 luglio 1978     | Tartuca      | Quebel               |        |
| 16 agosto 1978    | Tartuca      | Lamadina             |        |
| 4 luglio 1979     | Nicchio      | Utrillo              |        |
| 16 agosto 1979    | Istrice      | Niagara              |        |
| 2 luglio 1980     | Istrice      | Valet                |        |
| 2 luglio 1981     | Drago        | Torquato Tasso       |        |
| 16 agosto 1982    | Civetta      | Canapino             | scosso |
| 16 agosto 1985    | Pantera      | Bizzarro             |        |
| 13 settembre 1986 | Torre        | Bizzarro             |        |

### Statistiche
Le ben 46 partecipazioni con 3 vittorie, 2 per la Pantera e una per la Tartuca, rendono Canapino uno dei fantini con più presenze nella storia del Palio di Siena. Ha corso almeno una volta per tutte le Contrade, eccezion fatta per Aquila, Oca e Onda.

### Curiosità
- Il 16 agosto 1982 si verificò un fatto curioso: Canapino, che correva per la Civetta, montò un cavallo che aveva il suo stesso nome, cioè Canapino. L'animale, un mezzosangue baio di 4 anni che esordì proprio in quella carriera, proveniva infatti dall'allevamento gestito dallo stesso fantino, in collaborazione con i cavallai Mauro Bernardoni e Adù Muzzi.
- Lo stesso trio era anche proprietario di Panezio, lo splendido cavallo che tra gli anni settanta e gli anni ottanta vinse ben 8 Palii (record del secolo, insieme con Folco). A Panezio, amatissimo a Siena, Canapino ha dedicato un pensiero nel libro I trenta assassini (a cura di Marco Delogu e Massimo Reale), relativo proprio al momento in cui l'animale, ormai vecchio, spirò fra le braccia di Canapino: «Panezio appoggiò il muso sulle mie cosce, fece un sospiro come per dire "Mi dispiace amico mio, me ne vado" e morì». Canapino corse su Panezio una sola volta, nel Palio straordinario (per il V centenario della fondazione del Monte dei Paschi) del 17 settembre 1972: la coppia difendeva i colori del Bruco, ma cadde già al primo San Martino.

## Le vittorie negli altri Palii
Come molti altri fantini senesi, Canapino ha preso parte a diverse edizioni del Palio di Asti. Qui ha colto una vittoria, nel 1986 per Nizza su Varigino (ribattezzato nell'occasione Elf).

Canapino ha corso inoltre numerose edizioni del Palio di Legnano, ove ha trionfato nel 1978, nel 1980, nel 1982 e nel 1985 per la Contrada San Bernardino.

Ha vinto inoltre al Palio di Castiglion Fiorentino nel 1979 su Valsandro per il Cassero.

Infine ha corso per ben 6 volte il Palio di San Pietro ad Abbiategrasso, vincendo 2 volte, nel 1983 e nel 1984, con il cavallo Valsandro per la Contrada del Gallo.

## Il Memorial Leonardo Viti
A partire dal 2007 è stato istituito il Memorial Leonardo Viti, serie di corse a pelo con cavalli purosangue e mezzosangue. Si svolge ad Acquaviva di Montepulciano